# IC 434
IC 434 هي مجرة تتبع كوكبة الجبار. اكتشفها ويليمينا فليمنغ في 1888.

## روابط خارجية
- IC 434 على موقع ويكي سكاي: DSS2, SDSS, GALEX, IRAS, Hydrogen α, X-Ray, Astrophoto, Sky Map, Articles and images